# 誰が何と言っても
『誰が何と言っても』（朝鮮語: 누가 뭐래도）は2020年（令和2年）10月12日から2021年（令和3年）3月26日にかけて、韓国のKBS1チャンネルで放送されたテレビドラマ。日本版の題名（邦題）は『ピオラ花店の娘たち』（ピオラはなてんのむすめたち）である。

## 概要
両親の離婚・再婚によって「姉妹」となった2人の女性を中心に繰り広げるホームドラマで2020年10月12日から2021年3月26日までKBS1で平日夜の連続ドラマで放送された。

## 出演
キム・ボラ：ナ・ヘミ
天気キャスター。
カン・デロ：チェ・ウン
弁当屋代表。
ナ・ジュンス：ジョンホ
オンライン食品マーケット代表。
シン・アリ：チョン・ミナ
放送作家。
イ・ヘシム：ト・ジウォン
花屋店長、フローリスト。
シン・ジュンハン：キム・ユソク

## スタッフ
- 演出：ソ・ジュネ
- 脚本：コ・ボンファン

## 日本での放送
日本での放送は2020年12月21日から2021年6月12日までKBS WORLDで放送され、BS日テレで『ピオラ花店の娘たち』の邦題で2021年8月4日、放送開始した。
- KBS World：2020年12月21日[3] - 2021年6月7日[4]（毎週月〜金 20時15分 - 21時00分）
  - 同上：2020年12月22日[5] - 2021年6月8日[6]（毎週月〜金 9時40分 - 10時15分）※再放送
  - 同上：2020年12月26日[7] - 2021年6月12日[8]（毎週土 7時30分 - 10時30分）※再々放送、5話連続放送
- BS日テレ：2021年8月4日 - 2021年11月16日（毎週月〜金 16時00 - 17時00分）※74話版で放送
  - 同上：2022年9月21日 - 2023年1月2日（毎週月〜金 11時30 - 12時30分）※再放送

2021年に『ピオラ花店の娘たち』の邦題で日本語字幕付きのDVDが発売された。レンタルも出来る。Amazon Prime VideoやU-NEXTでは各回有料の配信をしている。

## 受賞
シン・ジュンハン役を務めたキム・ユソクが、2020年のKBS演技大賞毎日ドラマ部門で優秀賞を受賞した。